# Chinnachot Natasan
Chinnachot Natasan (thailändisch ชินโชติ นาทะสันต์, * 2. Mai 1982 in Chiangrai), auch als Wasan Natasan (thailändisch วสันต์ นาทะสันต์) bekannt, ist ein ehemaliger thailändischer Fußballspieler.

## Karriere

### Verein
Chinnachot Natasan stand von 2003 bis 2008 beim Bangkok Bank FC unter Vertrag. Der Verein aus der thailändischen Hauptstadt Bangkok spielte in der ersten Liga, der Thai Premier League. Am 1. Januar 2009 wechselte er zu Ligakonkurrenten Osotspa-Saraburi FC. Hier stand er bis 30. Juni 2010 unter Vertrag. Am 1. Juli 2010 unterschrieb er einen Vertrag bei Chiangrai United. Mit dem Verein aus Chiangrai spielte er in der zweiten Liga, der Thai Premier League Division 1. Am Ende der Saison belegte er mit Chiangrai den dritten Tabellenplatz und stieg somit in die erste Liga auf. Nach drei Jahren in Chiangrai zog es ihn Mitte 2013 wieder nach Bangkok. Hier schloss er sich dem ebenfalls in der ersten Liga spielenden Bangkok Glass an. Nach nur sechs Monaten wechselte er Anfang 2014 zum Zweitligisten Phuket FC. Nach einem Jahr ging er Anfang 2015 wieder in die erste Liga. Hier unterschrieb er einen Vertrag bei seinem ehemaligen Verein Osotspa M-150 Samut Prakan FC, der mittlerweile nach Samut Prakan umzog. Zum Drittligisten Chiangrai City FC ging er Mitte 2016. Der Verein spielte in der dritten Liga, der damaligen Regional League Division 2. Hier trat man in der Eastern Region an. Nach sechs Monaten verpflichtete ihn im Januar 2017 der Viertligist Kopoon Warrior FC. Am 1. Januar 2018 unterschrieb Natasan einen Vertrag beim Drittligisten Raj-Pracha FC, wo er auch drei Jahre später seine aktive Karriere beendete.

### Nationalmannschaft
Chinnachot Natasan spielte von 1998 bis 1999 elfmal in der thailändischen U17-Nationalmannschaft und erzielte dabei fünf Treffer.